# 安与骑兵

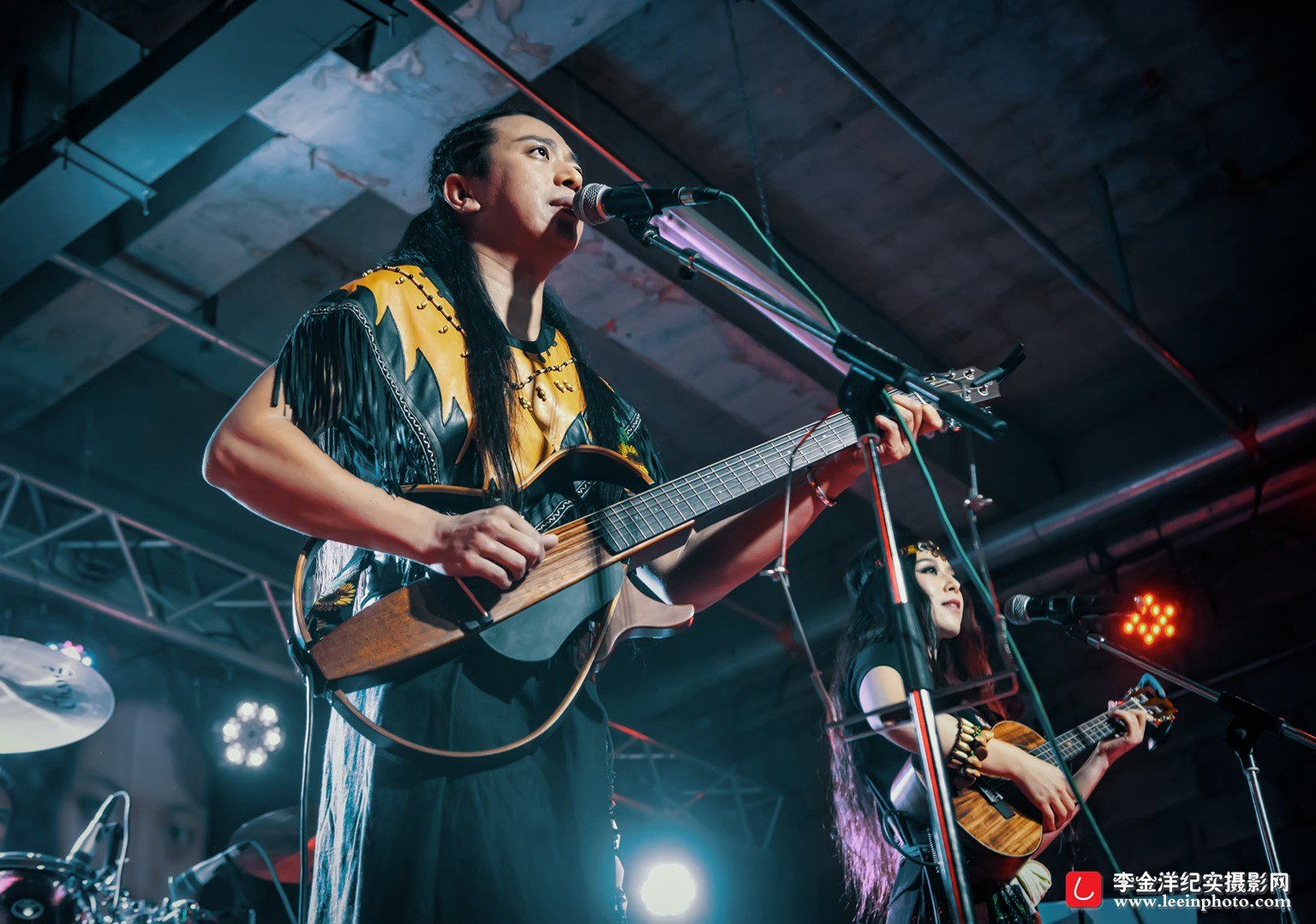
9.12安与骑兵《心无疆界》沈阳演出画面

安与骑兵是一个中国内地音乐组合，成立于2010年9月22日，由主唱兼木箱鼓手薛秀敏（艺名安静），主唱兼吉他手鄂明星（艺名骑兵）组成。

## 主要演出经历
2011年7月，获得《你最有才》“最佳原创音乐奖”。

2012年1月，获得《中国达人秀》第三季“梦想我主宰奖” 

2013年2月，获得《星光大道》2012年度总冠军。

2013年8月，发行首张同名专辑《安与骑兵》。

2015年9月，发现第二张专辑《心无疆界》。

## 音乐作品[5][6]
- 专辑《安与骑兵》（2013.8.13）

| 红山果  | 哦·想 | 三年三天 | 苹果     |
| 场景·雨 | 嫁妆  | 向阳花   | 幸福家乡 |

- 专辑《心无疆界》（2015.9.12）

| 会相思的瓜     | 断羽傲飞 | 小虫儿 | 五色鸟   |
| 秋千下的小黄狗 | 心无疆界 | 小花   | 绿野仙踪 |

- 单曲

春来早回家（2019.01）

我不该就不该（2019.03）

恭喜恭喜新年到（2019.12）

## 个人生活
2012年1月10日，在中央电视台《非常6+1》节目现场，骑兵向安静求婚。